# Snačićové
Snačićové (chorvatsky Snačići, Svačići, nebo Svadčići) je starobylý chorvatský šlechtický rod. Dle zmínky v Pacta conventa ze 12. století byl součástí spojenectví „dvanácti rodů Chorvatského království“. 

## Historie rodu

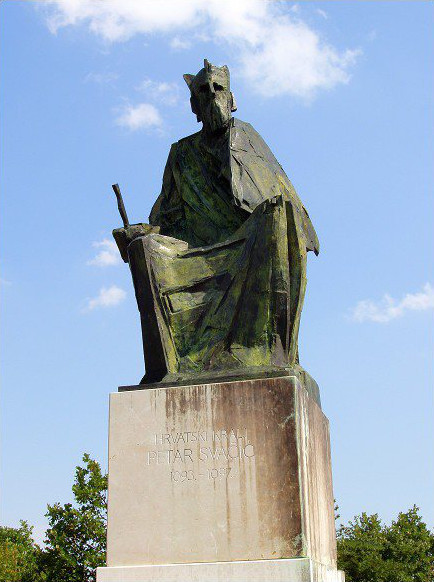
Pomník Petra Svačiće, krále Chorvatska

Jejich hlavní statky se nacházely v kraji Cetina. 
Mezi nejstarší známé členy rodu patřil Petr Svačić, jenž za vlády krále Dimitrije Zvonimíra (1075–1089) zastával úřad chorvatského bána. V historiografii bývá ztotožňován s posledním chorvatským národním králem Petrem († 1097). 
Mezi nejvýznamnější členy rodu v první polovině 14. století patřil Nelipac II. (generationis Suadcich), hlava cetinských knížat z rodu Nelipićů. 
Kromě této rodové větve existují informace o jistém Gojslavovi, synovi Prodiho de Saucichorum v Kliské župě z roku 1343. Existuje také předpoklad, že členem rodu byl i kníže Domald († asi roku 1243), ten však nebyl spolehlivě prokázán. Je možné, že pocházel z jiného mocného rodu Kačićů.
Rod Snačićů vyhasl v mužské linii zřejmě v roce 1435 smrtí knížete Ivaniše Nelipčiće. 